# 미리암

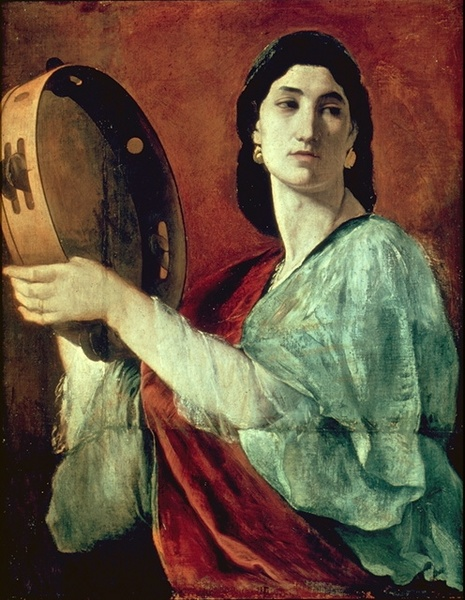

미리암(Miriam)은 구약 성경에 등장하는 모세의 누이이다. 이스라엘 최초의 여선지자이다. 히브리어 성경에서 아므람과 요게벳의 딸이자 모세와 아론의 누나로 묘사된다. 그녀는 여선지자였으며 출애굽기에 처음 등장한다.
토라는 그녀를 "선지자 미리암"이라고 부르고, 탈무드는 그녀를 이스라엘의 일곱 주요 여성 선지자 중 한 명으로 부른다. 성경은 모세와 아론과 함께 그녀를 애굽의 포로 생활에서 유대인들을 구출한 인물로 묘사한다. ("내가 너희를 애굽 땅에서 인도하여 내고 종 되었던 집에서 속량하였고 모세와 아론과 미리암을 너희 앞에 보냈느니라".) 미드라시에 따르면, 모세가 이집트에서 남자들을 데리고 나와 그들에게 토라를 가르쳤던 것처럼, 미리암도 여자들을 이끌고 그들에게 토라를 가르쳤다.

## 같이 보기
- 모세